# Casa Solterra
La Casa Solterra és un edifici del municipi de Girona que forma part de l'Inventari del Patrimoni Arquitectònic de Catalunya.

## Descripció
L'edifici es desenvolupa en tres nivells i s'estructura a l'entorn d'un pati interior que conté en un lateral l'escalinata que dona accés a la planta noble. L'interior s'organitza en tres crugies paral·leles, amb parets de càrrega i sostres coberts amb volta, i també presenta alguns cossos afegits. Al pati interior, a nivell de la primera planta, hi ha un pas elevat que travessa aquell espai. És construït amb peces metàl·liques i tancament de vidre.

## Història
L'edifici va sobresortir pel seu prestigi i sumptuositat. Fou dels comtes de Solterra i serví d'estatge dels Reis Catòlics l'any 1493. També havia estat propietat dels Sa Riera i de Gurb. Es troba a la banda de llevant del carrer, que originàriament era ocupada per cavallers que hi anaven traslladant des del carrer de la Força, o des dels seus castells situats als pobles de la comarca. Inicialment el carrer era anomenat «dels cavallers». En canvi, per la banda de ponent inicialment havia donat cabuda bàsicament a mercaders i ferrers.
L'edifici fou rehabilitat fa pocs anys per donar cabuda als Serveis Territorials del Departament de Cultura. Degut a la divisió de la propietat de l'edifici, fou necessari construir un pas metàl·lic que travessa el pati interior per comunicar les sales de la crugia que afronta amb el carrer Ciutadans i la resta de la planta. L'adaptació de l'edifici per als Serveis Territorials de Cultura fou realitzada per l'arquitecte Jordi Casadevall.